# Ernest Thompson (Filmemacher)

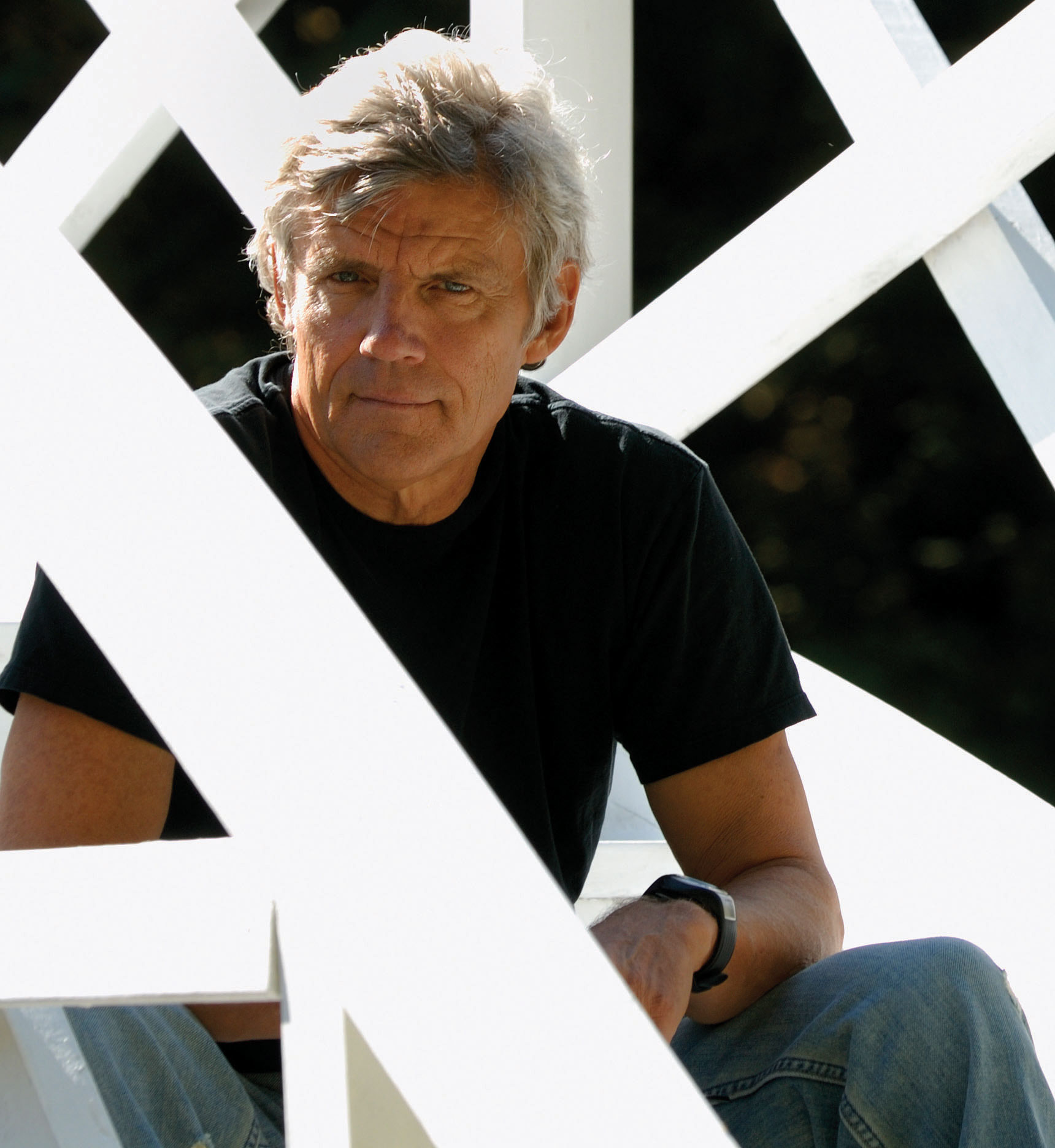
Ernest Thompson (2015)

Ernest Thompson (* 6. November 1949 in Bellows Falls, Vermont) ist ein US-amerikanischer Schauspieler, Regisseur und Drehbuchautor, der für das Drehbuch zu Am goldenen See (1981) den Oscar für das beste adaptierte Drehbuch, den Golden Globe Award für das beste Filmdrehbuch sowie den Preis der Writers Guild of America (WGA Award) für das beste adaptierte Drehbuch gewann und außerdem 1983 für einen British Academy Film Award (BAFTA Film Award) für das beste Drehbuch nominiert war.

## Leben
Thompson war zunächst als Schauspieler tätig und spielte in Fernsehserie wie Great Performances (1972), Somerset (1972), Sierra (1974) sowie Westside Medical (1977).
Für sein Erstlingswerk als Autor, das auf seinem Theaterstück Das Haus am See basierende Drehbuch zu Am goldenen See (1981), das Mark Rydell mit Katharine Hepburn, Henry Fonda und Jane Fonda in den Hauptrollen inszenierte, gewann er bei der Oscarverleihung 1982 den Oscar für das beste adaptierte Drehbuch und außerdem den Golden Globe Award für das beste Filmdrehbuch und den WGA Award für das beste adaptierte Drehbuch. Darüber hinaus war er 1983 für den BAFTA Award für das beste Drehbuch nominiert.
Neben seiner Tätigkeit als Drehbuchautor ist Thompson, der Eigentümer eines Theaters in Kittery ist, ist er auch als Regisseur tätig und inszenierte 1969 (1988) sowie die Fernsehfilme The West Side Rhythm (1995), Out of Time (2000) und On Golden Pond (2001), eine Neuauflage von Am goldenen See. Für Out of Time, für das er auch das Drehbuch schrieb, war er 2001 für einen Daytime Emmy Award für die beste Regie in einem Kinderfilm nominiert.
Die Story von Am goldenen See wurde darüber hinaus 2004 für das japanische Fernsehen mit dem Titel Kagayaku mizuumi nite und 2009 als La Maison du Lac für das französische Fernsehen verfilmt.

## Filmografie (Auswahl)
- 1981: Am goldenen See (On Golden Pond)
- 1988: Die Generation von 1969 (1969)
- 1995: The West Side Rhythm (Fernsehfilm)

## Auszeichnungen
- 1982: Oscar für das beste adaptierte Drehbuch
- 1982: Golden Globe Award für das beste Filmdrehbuch
- 1982: WGA Award für das beste adaptierte Drehbuch